# 2019冠状病毒病白宫疫情
2019冠状病毒病白宫疫情，是指2020年9月底至年底间，美国白宫多名工作人员的2019冠状病毒病检测结果呈阳性。他们包括：美国总统唐纳德·特朗普及其夫人梅拉尼亚·特朗普、新闻顾问霍普·希克斯、总统竞选经理比尔·斯蒂芬、前白宫顾问凯莉安·康威、白宫高级顾问斯蒂芬·米勒、参议员汤姆·蒂利斯和迈克·李、聖母大學校长詹静思、前新泽西州州长克里斯·克里斯帝、白宫新闻团的迈克尔·D·希尔等三名记者，以及大量与白宫有关的人员。10月2日，特朗普在沃尔特·里德国家军事医疗中心住院。

## 玫瑰园提名仪式

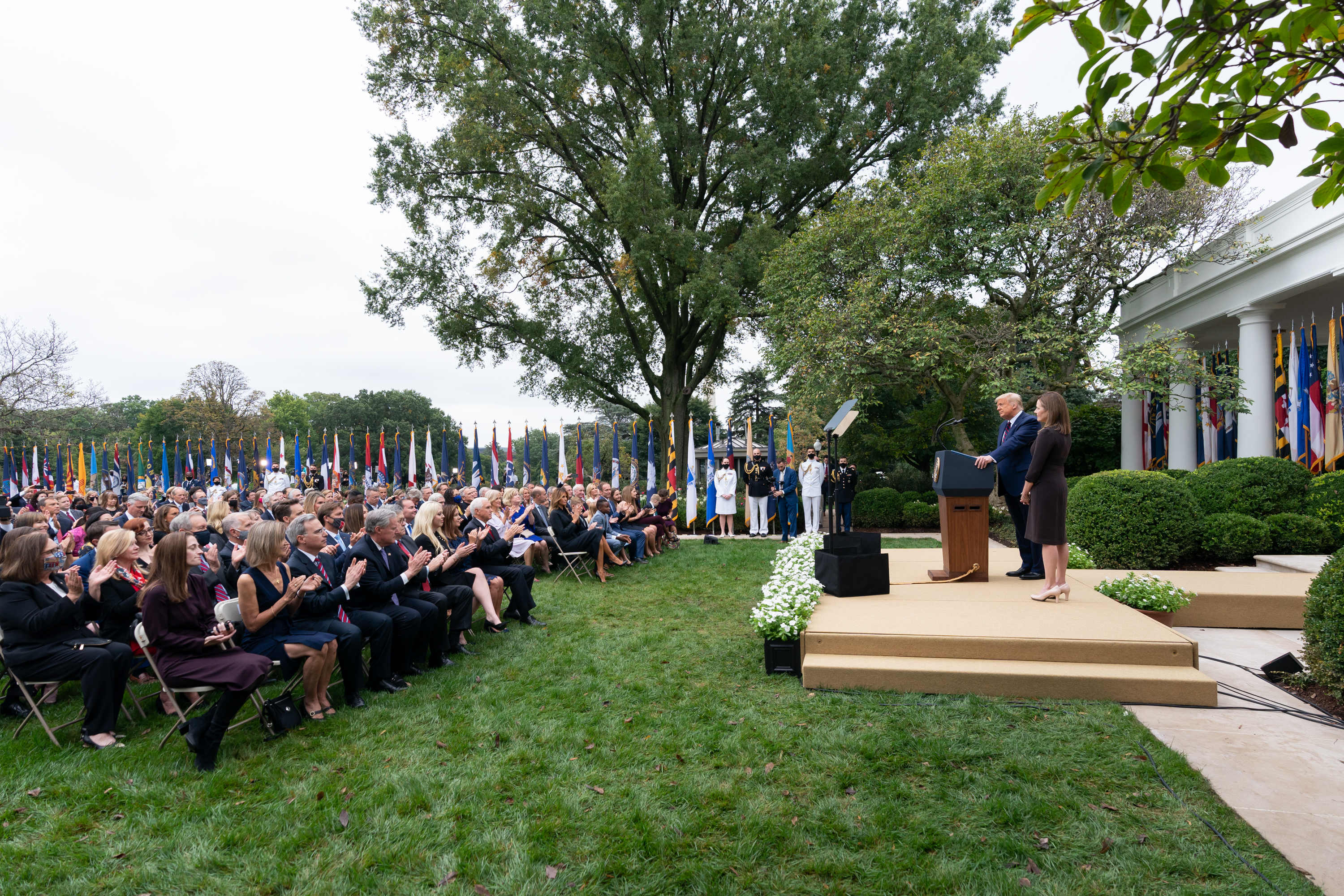
特朗普在仪式上发表讲话，宣布提名艾米·康尼·巴雷特为最高法院大法官

2020年9月26日，露絲·貝德·金斯堡去世后，白宫玫瑰花园举行仪式，提名艾米·科尼·巴雷特为最高法院大法官。该活动的大多数参与者都没有佩戴口罩，也没有保持社交距离。接下来的一周内，至少有七名参与者的检测结果呈阳性：特朗普夫妻、霍普·希克斯、比尔·斯蒂芬、迈克·李、詹静思和凯莉安·康威。李拍摄时没有佩戴口罩，且热情地拥抱与会者。在活动中，其中五人坐在前三排，并与其他共和党高级官员密切接触。詹金斯后来发表声明：“我为我的判断失误感到遗憾，因为我在仪式中没有佩戴口罩，并与玫瑰园中的许多人握手。”

## 总统辩论
9月29日，白宫人员参加了克利夫兰诊所举行的第一次总统辩论。至少有11个人参与了活动的准备过程，之后被测试为阳性。
尽管早先宣称将对所有参与者进行测试，但辩论主持人克里斯·华莱士后来透露，特朗普及其随行人员来得太迟，无法接受测试，于是在“荣誉制度”下进入辩论厅。接下来几天，至少有三人被确诊：特朗普夫妻和霍普·希克斯。辩论前，双方均同意辩论委员会的要求，规定除两名总统候选人和辩论主持人外，所有与会者都要戴口罩。尽管如此，特朗普的听众中有几位客人，包括他的妻子、家人和高级职员，都没有佩戴口罩，违反了会场的安全规定。当克利夫兰诊所的工作人员亲自为特朗普的客人提供口罩时，他们再次拒绝遵守先前商定的口罩规定。

## 初步检测
9月30日，特朗普的顾问霍普·希克斯测试呈阳性，并出现症状，被确诊为2019冠状病毒病。同日，RNC主席Ronna McDaniel也被诊断为2019冠状病毒病。这两项诊断结果均没有立即公布。
白宫的官员最初试图隐瞒希克斯的诊断结果，特朗普继续执行他的常规时间表，参加了他在特朗普國家高爾夫俱樂部组织的筹款活动。希克斯和白宫因隐藏诊断结果而受到批评。希克斯的诊断结果最终于10月1日晚上宣布。特朗普在接受福克斯新闻的采访时首次披露了这一结果，并宣布自己和第一夫人正在接受检测。采访结束后，特朗普在Twitter上确认了这一消息。此前，特朗普曾与希克斯一起乘坐空军一号。

## 总统入院
美国东部夏令时间10月2日凌晨0:54，特朗普在Twitter上宣布他和妻子都被冠状病毒感染。
次日，与特朗普密切接触的几人被检测为阳性，包括参议员迈克·李、汤姆·蒂利斯和RNC主席罗娜·麦克丹尼尔。

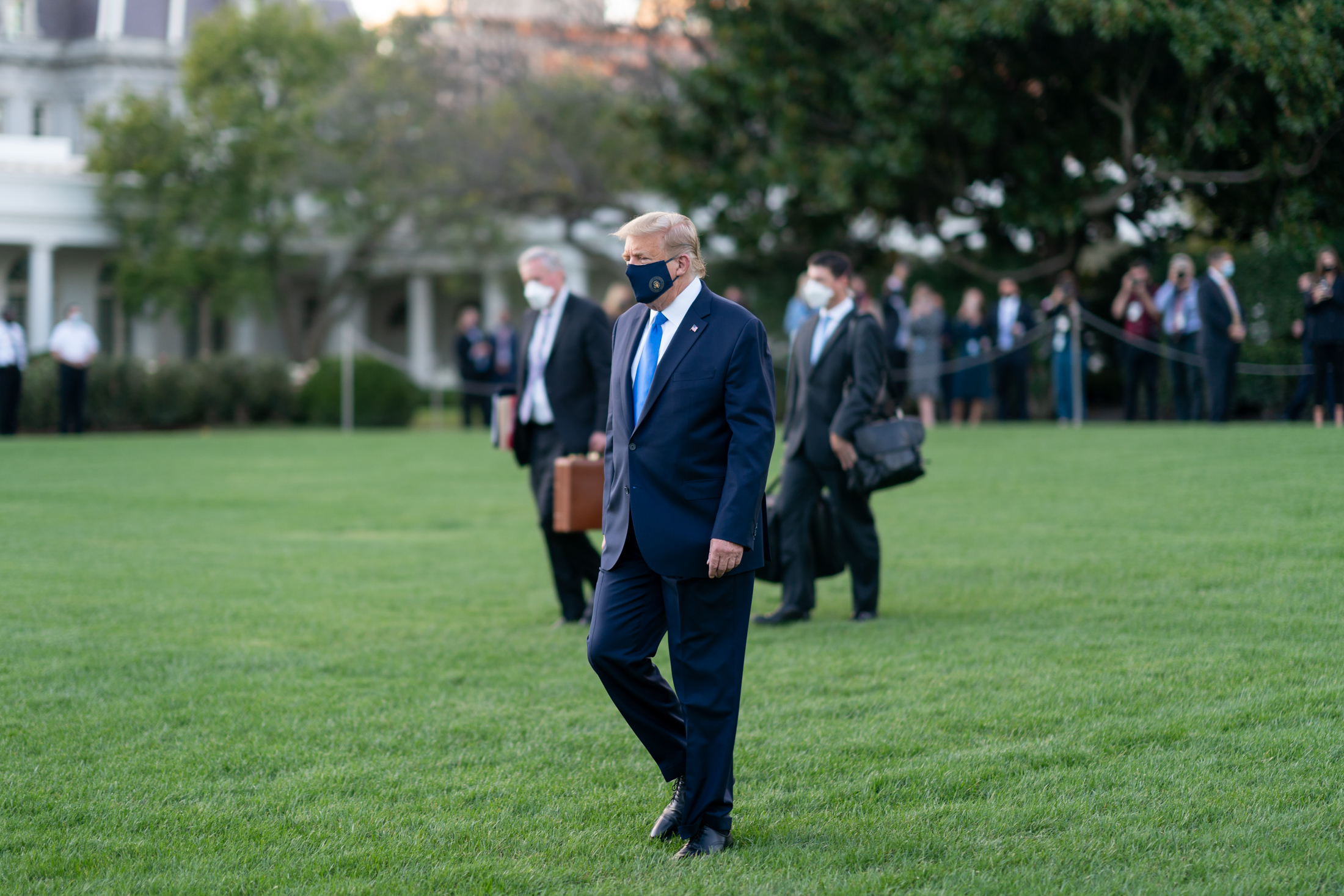
特朗普离开白宫

10月2日晚上，白宫宣布特朗普将在沃尔特·里德国家军事医疗中心住院。特朗普一反常态，佩戴口罩，从白宫步行到海軍陸戰隊一號直升机，被运送至医院。
在与白宫工作人员接触后，多人宣布检测结果为阴性。副总统迈克·彭斯及其夫人凯伦 、总统候选人乔·拜登、拜登的竞选搭档賀錦麗、拜登的妻子吉尔·拜登、司法部长威廉·巴尔和特朗普提名的法官巴雷特，在爆发疫情的第二天均被检测为阴性。特朗普的家庭成员伊万卡·特朗普、巴伦·特朗普、贾里德·库什纳 、埃里克·特朗普和小唐纳德·特朗普也被检测为阴性。
10月2日晚上，前总统参赞凯莉安·康威透露她被检测为阳性，此前她也参加了玫瑰园的活动。特朗普的竞选经理比尔·斯蒂芬也被测试为阳性。

## 第二轮感染
2020年11月6日晚，2020年美国总统选举的第4日，白宫办公厅主任马克·梅多斯确诊新冠。在选举日前后他曾陪特朗普出席选举活动，4日时还在未佩戴口罩的情况下列席特朗普宣布大选胜利的集会。除他以外，另有一名特朗普竞选顾问与另外四名白宫工作人员感染。白宫消息人士透露，11月4日梅多斯即已确诊，但白宫内部对此下达封口令，禁止公开讨论此事。摇摆州竞选经理尼克·川纳（Nick Trainer）、梅多斯助手卡西迪·哈欽森、贾里德·库什纳助手查尔顿·博伊德（Charlton Boyd）亦确诊。7日，佛罗里达州众议员馬特·蓋茨宣布自己新冠抗体检测结果为阳性，但并无任何新冠症状，也无活体病毒。
11月9日，曾在白宫参加特朗普竞选派对的住房和城市发展部长本·卡森新冠病毒检测阳性。11月12日，特朗普竞选团队高级顾问科里·莱万多夫斯基新冠病毒检测呈阳性。13日，超过130名特勤人员被曝因新冠检测阳性或曾接触感染者而被迫隔离，他们曾保护特朗普总统等白宫人员出行。20日，特朗普长子小唐纳德·特朗普被曝在该周早些时刻检测出新冠阳性但并无症状，其女友金佰利·福伊尔亦被查出新冠。

## 反应

### 美国
美国总统特朗普被确诊感染新冠病毒引发全球舆论高度关注。各国领导人与民主党总统候选人乔·拜登皆为特朗普表示慰问。
在美国，国务卿邁克·蓬佩奧和国防部长埃斯珀为总统特朗普和第一夫人梅拉尼娅表示慰问，祝愿他们早日康复。美国国会众议院议长南希·佩洛西呼吁美国人民为特朗普总统的健康祈祷。美国国会两院和两党许多议员皆向特朗普总统夫妇表示慰问，并祝愿他们早日康复。民主党总统候选人拜登也撤下针对特朗普的广告以示尊重。美国有线电视新闻网前主持人皮爾斯·摩根曾严厉批评特朗普的防疫政策，但特朗普染疫后他并没有拍手叫好，而是怒斥那些额手称庆的网民。
摩根说，部分人士曾痛骂特朗普是冷漠、无情且缺乏同情心的混帐，如今却开心地看着特朗普夫妇确诊，这些人“并不比他们所讨厌的人更好”。推特也对此发出警告，为某人的死亡感到高兴或希望的推文将被删除。

### 中国大陆
10月3日，中国国家主席习近平致电美国总统特朗普，就特朗普总统夫妇感染新冠病毒致以慰问。特朗普夫妇感染新冠病毒一事也引起了中国大陆网友的热烈讨论，有网友对此事表示同情，并认为此事体现了病毒侵犯人类不分地位；亦有不少网友对此表示嘲讽并进行调侃。《环球时报》主编胡锡进认为这是他淡化疫情所付出代价，指此事将对他的连任竞选带来负面影响。

### 其他国家或地区
欧洲理事会主席夏尔·米歇尔在特朗普确诊第2天早晨在推特向特朗普发送信息，祝他早日康复。2020年三月因為境內疫情爆發不久即被確診的英国首相鲍里斯·约翰逊也向特朗普和夫人梅拉尼亚表示最好的祝愿。世界卫生组织总干事谭德塞祝愿特朗普夫妇早日康复。印度总理莫迪也发推文祝愿他的“朋友”特朗普和夫人快速康复，身体健康。 以及日本、德国、法国、奥地利、荷兰、波兰、加拿大、以色列、约旦、埃及、墨西哥、哥伦比亚、巴西、联合国、北约等国家和组织的领导人皆向特朗普表示慰问。
朝鲜领导人金正恩向特朗普夫妇表达慰问之意，祝福他早日康复，并相信他们一定能克服疾病。俄罗斯总统普京向特朗普发私信表示，他坚信特朗普的自然生命力能够战胜冠状病毒。克里姆林宫发言人佩斯科夫在视频记者会上表示，“祝特朗普总统迅速轻松地康复。”

## 影响

### 股市
美国总统特朗普确诊感染新冠病毒消息一度引发全球金融市场动荡，美股期货也闻讯下跌，导致道琼斯工业平均指数在10月3日下跌超过300点，下跌幅度为1.29％，降至27,458.44点。标准普尔500指数下跌1.36％，降至3,334.74点。纳斯达克指数也下跌1.82％，降至11,120.49点。同时也拖累欧洲股市跟着陪跌，英、法、德、意四大股市跌幅更是超过1%。
10月5日，受到特朗普病情好转即将出院的利好消息鼓舞，帶动了全球股市涨势。当日道琼工业指数大涨465.83点或1.68%，以28148.64点作收。标准普尔指数涨60.19点或1.80%，收在3408.63点。科技股那斯达克指数劲扬257.47点或2.32%，收11332.48点。另外，欧洲股市如英国富时100指数、德国DAX指数、法国CAC 40指数等皆涨势收红。特朗普也在推特写道：“股市已经准备好破纪录，明年将是史上最佳，投票、投票、投票！。